# Blokus
Blokus (pron. IPA: 'blɔk 'iys; erroneamente 'blɔkys) è un gioco da tavolo astratto inventato dall'ingegnere francese Bernard Tavitian, prodotto originariamente da Sakkoia e attualmente da Mattel. Si gioca generalmente in quattro (individuale o a squadre), ma è possibile giocare anche in due, in tre e in solitario. Il nome Blokus deriva dall'unione delle parole "blok + us", che in inglese significa letteralmente "bloccaci".

## Descrizione

### Scopo del gioco
Il fine ultimo del gioco è cercare di posizionare sulla griglia il maggior numero possibile dei 21 pezzi in dotazione, cercando di ostacolare gli avversari e al contempo evitare di rimanere senza spazio per collocare i propri pezzi.

### Griglia e pezzi
Blokus si gioca su una griglia 20x20 con 84 pezzi (21 pezzi per ogni giocatore) di 4 colori diversi: blu, giallo, rosso, verde. I pezzi di ogni gruppo sono polimini da 1 a 5 quadrati secondo la seguente tabella:
| Tipo di polimino            | Monomino | Domino | Trimino | Tetramino | Pentamino |
| --------------------------- | -------- | ------ | ------- | --------- | --------- |
| N° pezzi per colore         | 1        | 1      | 2       | 5         | 12        |
| Penalità se non posizionati | -1       | -2     | -3      | -4        | -5        |

### Svolgimento

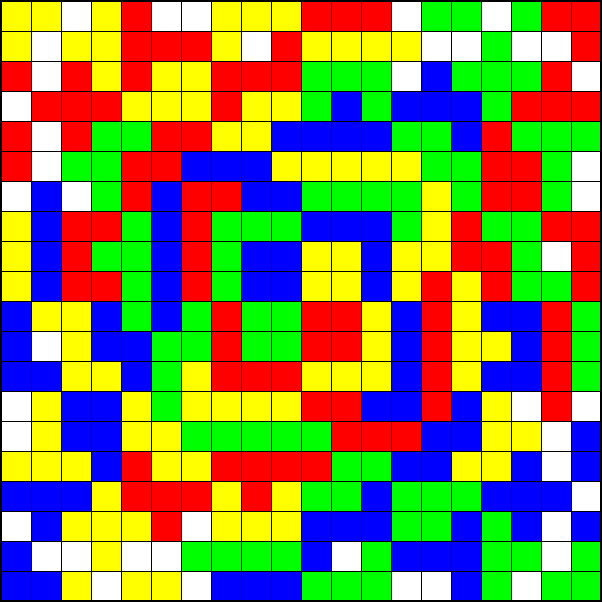
Un esempio di svolgimento con tutti i pezzi posizionati

Le regole base, valide anche per tutte le varianti, prevedono che:
- l'ordine di gioco, basato sui colori, vede il blu come primo di turno e a seguire in senso orario il giallo, il rosso ed il verde;
- il primo pezzo giocato da ogni schieramento deve coprire una casella d'angolo della griglia. Qualunque pezzo può essere giocato al proprio turno, non esiste un ordine di posizionamento;
- non è consentito muovere un pezzo già collocato;
- ogni pezzo successivo deve obbligatoriamente essere posizionato in modo che tocchi uno o più spigoli dei pezzi del proprio colore già piazzati sulla griglia. Non è consentito che un pezzo tocchi uno o più lati dei pezzi della propria dotazione, ma può toccare i lati dei pezzi avversari;
- quando un giocatore non può posizionare alcun ulteriore pezzo (o per mancanza di spazio, o per impossibilità di rispettare le regole di posizionamento) si ritira lasciando i propri pezzi posizionati sulla griglia al loro posto aspettando la fine del gioco. Il gioco termina quando tutti i giocatori non possono posizionare altri pezzi (incluso il caso in cui tutti i pezzi in propria dotazione sono stati piazzati).

### Calcolo del punteggio
Si guadagnano punti solo se si è riusciti a posizionare tutti i propri pezzi (+15 punti), altrimenti si perdono tanti punti quanto ammonta il numero totale di quadrati dei pezzi non posizionati (1 quadrato = -1 punto). Si guadagnano inoltre +5 punti addizionali se, posizionati tutti i pezzi sulla griglia, l'ultimo pezzo collocato è il monomino.

## Varianti

Ogni giocatore riceve 21 pezzi da posizionare sulla griglia

### Gioco a squadre due contro due
- L'ordine di gioco rimane lo stesso: blu, giallo, rosso, verde.
- Una squadra controlla i pezzi blu e rossi, l'altra squadra controlla quelli gialli e verdi.
- Alla fine del gioco ogni squadra totalizza un numero di punti pari alla somma dei punti dei suoi membri. I vincitori sono i giocatori della squadra con il punteggio più alto.[2]

### Gioco a due
- L'ordine di gioco rimane lo stesso: blu, giallo, rosso, verde.
- Un giocatore controlla i pezzi blu e rossi, l'altro controlla quelli gialli e verdi.
- Alla fine del gioco ogni giocatore calcola il proprio punteggio sommando i punti totalizzati con ciascuno dei due colori in dotazione. Il vincitore è il giocatore con il punteggio più alto.[2]

### Gioco a tre
- Ogni giocatore sceglie un colore.
- L'ordine di gioco rimane lo stesso: blu, giallo, rosso, verde.
- Il colore rimanente viene condiviso e verrà giocato a turno dai giocatori.
- Il punteggio finale è calcolato come nel caso di partita standard a 4 giocatori. Il punteggio del colore condiviso viene ignorato.[2]

### Giochi in solitario

#### Rompicapo con tutti gli 84 pezzi in gioco
Piazzare tutti gli 84 pezzi in gioco rispettando le regole di piazzamento.
Per aumentare la difficoltà del rompicapo si possono piazzare gli 84 pezzi con la limitazione di posizionarli in ordine di grandezza decrescente (cioè posizionare prima tutti i pezzi da 5 quadrati, poi tutti quelli da 4 quadrati, quindi tutti i
pezzi da 3, poi quelli da 2 e per ultimi quelli da 1).

#### Rompicapo con i 20 tetramini
Comporre i 20 pezzi da 4 quadrati in un rettangolo di 8x10 caselle.
Per aumentare la difficoltà del rompicapo i pezzi dello stesso colore non devono essere in contatto lungo i bordi.

#### Rompicapo con i 48 pentamini
Comporre i 48 pezzi da 5 quadrati in un rettangolo di 15x16 caselle.
Per aumentare la difficoltà del rompicapo i pezzi dello stesso colore non devono essere in contatto lungo i bordi.

## Videogiochi
Esistono diverse versioni di Blokus su piattaforme iPad, iPhone, iPod touch, PC, PlayStation 3 e PlayStation Portable.

## Premi e riconoscimenti
- 2001
  - As d'Or: vincitore[4];
- 2002
  - Spiel des Jahres: Gioco raccomandato[5];
- 2003
  - Mensa Select: Vincitore;